# Rajka
Rajka (alemão: Ragendorf, eslovaco: Rajka, croata: Rakindrof) é uma vila no condado de Győr-Moson-Sopron, Hungria. Tem 52,6 km² de área e sua população em 2015 foi estimada em 5.239 habitantes.
A vila tem uma expressiva minoria eslovaca.

## Etimologia
O nome vem dos nomes pessoais eslavos Rajko e Rajka (derivado de rajь: paraíso).

## Geografia
Rajka está localizado na Pequena Planície Húngara, a 17 km (11 milhas) a noroeste de Mosonmagyaróvár, perto do ponto em que as fronteiras da Hungria, Áustria e Eslováquia se juntam. A rodovia M15 (E65 / E75), a Rodovia 150 e a linha ferroviária Budapeste-Hegyeshalom-Rajka cruzam a vila. A passagem húngara-eslovaca entre Rajka e Čunovo foi suspensa em 21 de dezembro de 2007, quando a Hungria e a Eslováquia aderiram ao Espaço Schengen.

## História
Rajka foi estabelecido antes do século XIII. Segundo o Tesouro Real Húngaro (Magyar Királyi Kincstár), era um assentamento étnico alemão na Hungria, chamado Rackendorf em 1495. No século XVIII, era uma cidade do mercado (mezőváros) no Condado de Moson. A comunidade judaica foi deportada à força em 1944. Após a ocupação soviética da Hungria em 1946, 859 civis alemães foram expulsos de Rajka. Eles foram substituídos por húngaros étnicos expulsos da Tchecoslováquia.

## População
O prefeito Vince Kiss falou em 2012 de 1000 cidadãos eslovacos que vivem em Rajka e representam um terço da população. A maioria deles é eslovaca étnica, mas uma proporção significativa é de cidadãos húngaros da Eslováquia ou familiarizados com a língua húngara. Esses cidadãos eslovacos formam uma comunidade fragmentada de dormitórios, trabalhando ou estudando em Bratislava, capital da Eslováquia, e indo diariamente para lá todos os dias.
De acordo com o censo de 2011, no entanto, a população de Rajka era 2.758, dos quais 1.938 (70,3%) se declararam húngaros, 535 (19,4%) eslovacos e 284 (10,3%) alemães por etnia.

## Galeria

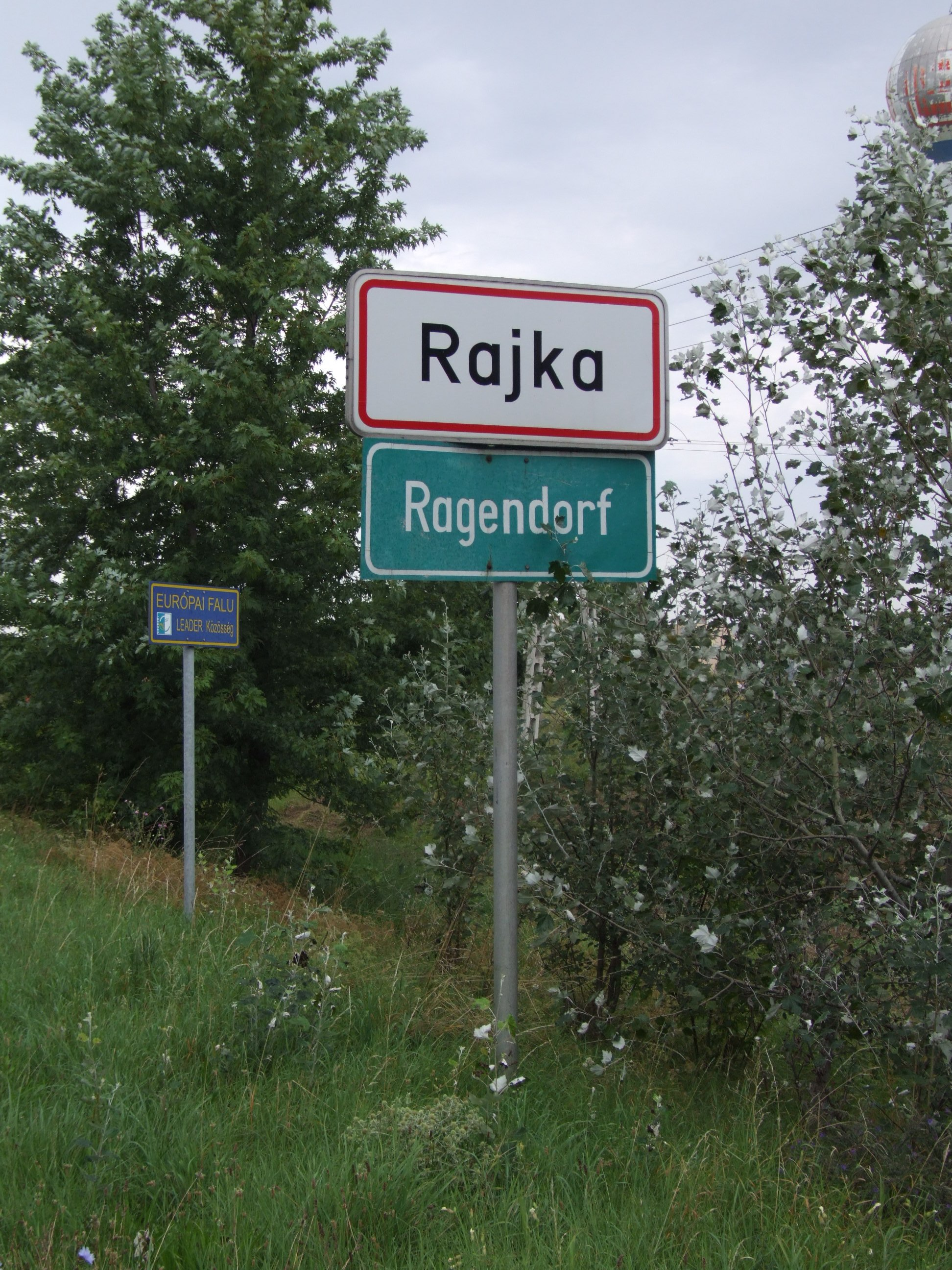
Sinalização de limite de cidade em húngaro e alemão
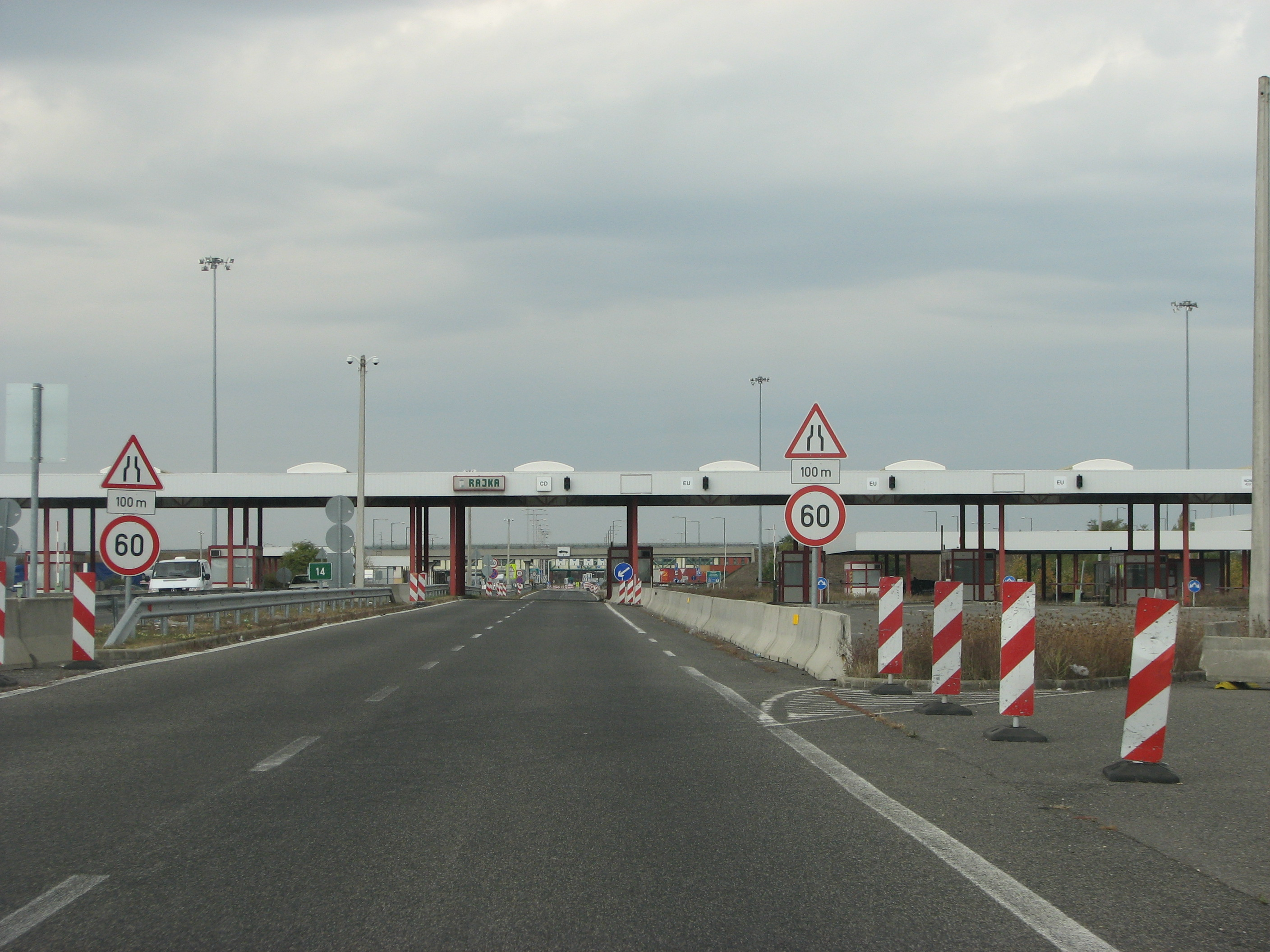
O posto de fronteira da Rajka, não está mais operacional.
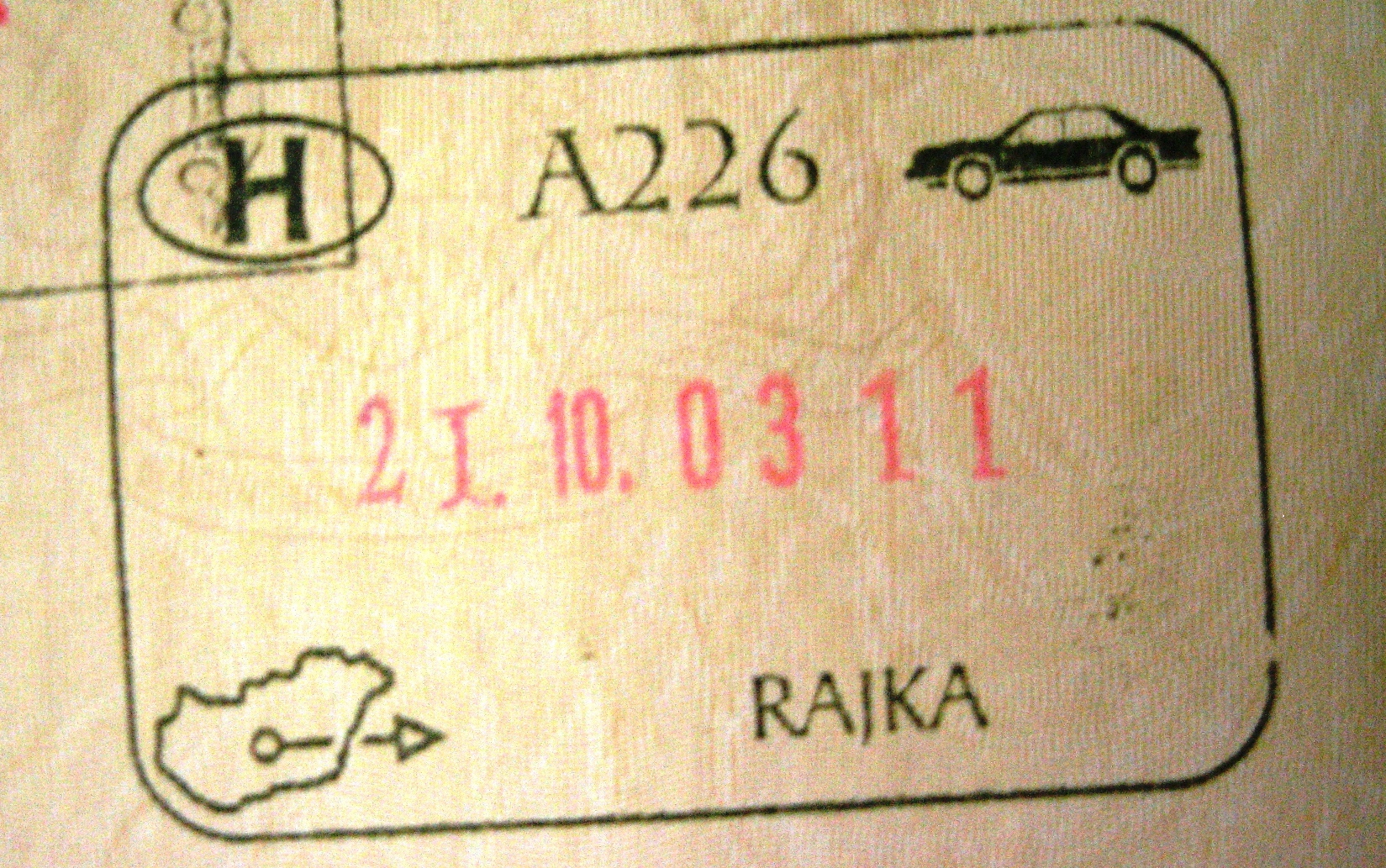
Carimbo de saída de passaporte pré-Schengen da passagem da fronteira Rajka.
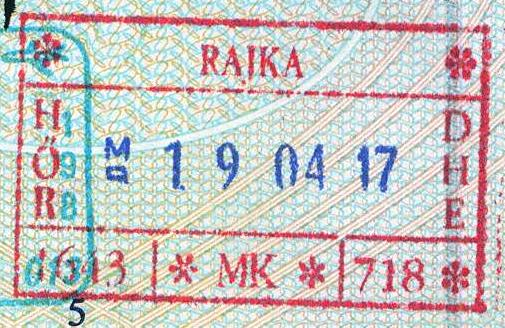
Um carimbo de passaporte anterior da mesma passagem de fronteira.